# Primera División de España 1960-61
La temporada 1960-61 de la Primera División de España de fútbol fue la 30.ª edición de este campeonato. Comenzó el 11 de septiembre de 1960 y terminó el 30 de abril de 1961. 
El Real Madrid Club de Fútbol quedó campeón de la liga con 52 puntos. Con su victoria, dio inicio un serie de cinco títulos consecutivos. Descendieron a Segunda División de forma automática el Granada C.F. y el Valladolid. El Real Oviedo y el Elche mantuvieron la máxima categoría tras disputar la fase de promoción de la permanencia.  

## Sistema de competición
La Real Federación Española de Fútbol fue la organizadora del torneo. Como en la temporada anterior, tomaron parte 16 equipos de toda la geografía española, encuadrados en un único grupo. Siguiendo un sistema de liga, se enfrentaron todos contra todos en dos ocasiones -una en campo propio y otra en campo contrario- durante un total de 30 jornadas. El orden de los encuentros se decidió por sorteo antes de empezar la competición.
La clasificación se estableció a razón del siguiente sistema de puntuación: dos puntos para el equipo vencedor de un partido, un punto para cada contendiente en caso de empate y cero puntos para el perdedor de un partido. 
El equipo que más puntos sumó se proclamó campeón de liga y obtuvo la clasificación para la siguiente edición de la Copa de Europa. A partir de siguiente temporada, la UEFA también puso en marcha la Recopa de Europa, torneo al que tenía acceso el campeón del Campeonato de España (Copa del Generalísimo).
Los dos últimos clasificados descendieron a la Segunda División de España para la siguiente temporada, siendo reemplazados por los dos campeones de grupo de dicha categoría. Por su parte, los clasificados en 13.ª y 14.ª posición disputaron una promoción contra los subcampeones de cada grupo de Segunda. Dicha promoción se jugó por eliminación directa a doble partido, siendo los ganadores los que obtuvieron plaza para la siguiente temporada en Primera División.

## Equipos participantes
Esa temporada participaron 16 equipos. El Real Santander y el debutante Real Mallorca, campeones, respectivamente, de los grupos Norte y Sur de Segunda División reemplazaron a los descendidos CA Osasuna y UD Las Palmas. El RCD Mallorca se convirtió en el primero y hasta la fecha único equipo balear en alcanzar la Primera División española.
| Equipo                            | Ciudad            | Estadio               | Aforo  |
| --------------------------------- | ----------------- | --------------------- | ------ |
| Atlético de Bilbao                | Bilbao            | San Mamés             | 41.400 |
| Club Atlético de Madrid           | Madrid            | Metropolitano         | 58.000 |
| Club de Fútbol Barcelona          | Barcelona         | Camp Nou              | 83.868 |
| Real Betis Balompié               | Sevilla           | Heliópolis            | 16.060 |
| Real Club Deportivo Español       | Barcelona         | Sarriá                | 38.295 |
| Elche Club de Fútbol              | Elche             | Altabix               | 12.000 |
| Granada Club de Fútbol            | Granada           | Los Cármenes          | 12.700 |
| Real Oviedo                       | Oviedo            | Carlos Tartiere       | 20.000 |
| Real Club Deportivo Mallorca      | Palma de Mallorca | Luis Sitjar           | 14.600 |
| Real Madrid Club de Fútbol        | Madrid            | Santiago Bernabéu     | 90.123 |
| Real Sociedad de Fútbol           | San Sebastián     | Atocha                | 21.650 |
| Real Santander Sociedad Deportiva | Santander         | El Sardinero          | 18.500 |
| Sevilla Club de Fútbol            | Sevilla           | Ramón Sánchez Pizjuán | 46.000 |
| Valencia Club de Fútbol           | Valencia          | Mestalla              | 53.190 |
| Real Valladolid Deportivo         | Valladolid        | José Zorrilla         | 21.333 |
| Real Zaragoza Club Deportivo      | Zaragoza          | La Romareda           | 32.416 |

Fuente: Anuario de la RFEF

## Clasificación

### Clasificación final
| Pos | Equipo              | PJ | PG | PE | PP | GF | GC | DG  | Pts |
| --- | ------------------- | -- | -- | -- | -- | -- | -- | --- | --- |
| 1   | Real Madrid         | 30 | 24 | 4  | 2  | 89 | 25 | 64  | 52  |
| 2   | Atlético de Madrid  | 30 | 17 | 6  | 7  | 57 | 35 | 22  | 40  |
| 3   | Real Zaragoza       | 30 | 12 | 9  | 9  | 54 | 53 | 1   | 33  |
| 4   | Barcelona           | 30 | 13 | 6  | 11 | 62 | 47 | 15  | 32  |
| 5   | Valencia            | 30 | 11 | 10 | 9  | 46 | 42 | 4   | 32  |
| 6   | Real Betis          | 30 | 11 | 8  | 11 | 42 | 44 | -2  | 30  |
| 7   | Atlético de Bilbao  | 30 | 12 | 6  | 12 | 42 | 41 | 1   | 30  |
| 8   | Real Sociedad       | 30 | 10 | 10 | 10 | 37 | 46 | -9  | 30  |
| 9   | Mallorca            | 30 | 12 | 4  | 14 | 38 | 41 | -3  | 28  |
| 10  | Espanyol            | 30 | 12 | 3  | 15 | 46 | 46 | 0   | 27  |
| 11  | Sevilla             | 30 | 9  | 9  | 12 | 42 | 46 | -4  | 27  |
| 12  | Racing de Santander | 30 | 11 | 4  | 15 | 42 | 47 | -5  | 26  |
| 13  | Real Oviedo         | 30 | 10 | 6  | 14 | 39 | 54 | -15 | 26  |
| 14  | Elche               | 30 | 9  | 7  | 14 | 48 | 75 | -27 | 25  |
| 15  | Real Valladolid     | 30 | 11 | 3  | 16 | 39 | 52 | -13 | 25  |
| 16  | Granada             | 30 | 5  | 7  | 18 | 32 | 61 | -29 | 17  |

|  | Clasificado para la Copa de Campeones de Europa                  |
|  | Clasificado para la Recopa de Europa                             |
|  | Participa en la Copa de Ferias                                   |
|  | Clasificado para la promoción de permanencia en Primera División |
|  | Desciende a Segunda División                                     |

PJ = Partidos jugados; PG = Partidos ganados; PE = Partidos empatados; PP = Partidos perdidos; GF = Goles a favor ; GC = Goles en contra; DG = Diferencia de goles; Pts = Puntos

### Evolución de la clasificación
| Equipo / Jornada   | 01 | 02 | 03 | 04 | 05 | 06 | 07 | 08 | 09 | 10 | 11 | 12 | 13 | 14 | 15 | 16 | 17 | 18 | 19 | 20 | 21 | 22 | 23 | 24 | 25 | 26 | 27 | 28 | 29 | 30 |
| ------------------ | -- | -- | -- | -- | -- | -- | -- | -- | -- | -- | -- | -- | -- | -- | -- | -- | -- | -- | -- | -- | -- | -- | -- | -- | -- | -- | -- | -- | -- | -- |
| Real Madrid        | 11 | 7  | 5  | 2  | 2  | 2  | 1  | 1  | 1  | 1  | 1  | 1  | 1  | 1  | 1  | 1  | 1  | 1  | 1  | 1  | 1  | 1  | 1  | 1  | 1  | 1  | 1  | 1  | 1  | 1  |
| Atlético de Madrid | 7  | 12 | 6  | 4  | 3  | 3  | 3  | 3  | 3  | 3  | 4  | 4  | 3  | 3  | 2  | 2  | 2  | 2  | 2  | 2  | 2  | 2  | 2  | 2  | 2  | 2  | 2  | 2  | 2  | 2  |
| Real Zaragoza      | 10 | 3  | 7  | 7  | 11 | 12 | 10 | 8  | 12 | 9  | 6  | 11 | 12 | 7  | 5  | 4  | 5  | 5  | 5  | 5  | 6  | 5  | 5  | 5  | 6  | 7  | 6  | 6  | 5  | 3  |
| CF Barcelona       | 3  | 1  | 1  | 1  | 1  | 1  | 2  | 2  | 2  | 2  | 2  | 2  | 2  | 2  | 3  | 3  | 3  | 3  | 3  | 3  | 4  | 4  | 3  | 3  | 3  | 3  | 3  | 3  | 4  | 4  |
| Valencia CF        | 15 | 14 | 2  | 3  | 8  | 7  | 5  | 4  | 5  | 6  | 5  | 6  | 9  | 9  | 9  | 7  | 8  | 6  | 6  | 7  | 5  | 6  | 6  | 6  | 5  | 5  | 5  | 4  | 3  | 5  |
| Real Betis         | 4  | 6  | 12 | 16 | 15 | 15 | 15 | 10 | 9  | 7  | 9  | 10 | 6  | 10 | 10 | 11 | 10 | 11 | 10 | 11 | 11 | 10 | 7  | 7  | 7  | 6  | 7  | 7  | 7  | 6  |
| Atlético de Bilbao | 13 | 16 | 10 | 14 | 12 | 16 | 13 | 15 | 14 | 13 | 13 | 12 | 10 | 6  | 4  | 5  | 4  | 4  | 4  | 4  | 3  | 3  | 4  | 4  | 4  | 4  | 4  | 5  | 6  | 7  |
| Real Sociedad      | 6  | 10 | 8  | 10 | 6  | 8  | 9  | 12 | 7  | 10 | 11 | 8  | 7  | 8  | 6  | 8  | 9  | 9  | 9  | 9  | 8  | 7  | 8  | 10 | 8  | 8  | 10 | 8  | 8  | 8  |
| RCD Mallorca       | 14 | 11 | 14 | 12 | 14 | 10 | 14 | 13 | 15 | 15 | 15 | 16 | 13 | 15 | 13 | 10 | 14 | 15 | 15 | 14 | 14 | 12 | 11 | 8  | 10 | 9  | 8  | 9  | 9  | 9  |
| RCD Español        | 1  | 4  | 3  | 8  | 4  | 6  | 4  | 6  | 8  | 11 | 7  | 9  | 8  | 11 | 11 | 13 | 11 | 10 | 11 | 10 | 10 | 8  | 9  | 12 | 9  | 11 | 11 | 12 | 11 | 10 |
| Sevilla CF         | 8  | 2  | 9  | 5  | 7  | 5  | 6  | 5  | 4  | 4  | 3  | 3  | 4  | 5  | 8  | 6  | 7  | 8  | 8  | 6  | 7  | 9  | 10 | 9  | 11 | 10 | 9  | 11 | 10 | 11 |
| Real Santander     | 5  | 8  | 4  | 9  | 5  | 4  | 7  | 7  | 10 | 5  | 8  | 5  | 5  | 4  | 7  | 9  | 6  | 7  | 7  | 8  | 9  | 11 | 12 | 11 | 12 | 12 | 12 | 10 | 12 | 12 |
| Real Oviedo        | 16 | 13 | 15 | 13 | 16 | 13 | 16 | 14 | 16 | 16 | 16 | 15 | 16 | 16 | 15 | 12 | 15 | 12 | 12 | 12 | 12 | 14 | 13 | 14 | 13 | 13 | 15 | 15 | 13 | 13 |
| Elche CF           | 9  | 9  | 11 | 11 | 9  | 11 | 8  | 11 | 11 | 14 | 14 | 14 | 15 | 13 | 14 | 16 | 16 | 16 | 16 | 16 | 16 | 15 | 14 | 15 | 14 | 14 | 13 | 14 | 14 | 14 |
| Real Valladolid    | 2  | 5  | 13 | 6  | 10 | 14 | 11 | 9  | 6  | 8  | 10 | 7  | 11 | 12 | 12 | 14 | 12 | 13 | 13 | 13 | 13 | 13 | 15 | 13 | 15 | 15 | 14 | 13 | 15 | 15 |
| Granada CF         | 12 | 15 | 16 | 15 | 13 | 9  | 12 | 16 | 13 | 12 | 12 | 13 | 14 | 14 | 16 | 15 | 13 | 14 | 14 | 15 | 15 | 16 | 16 | 16 | 16 | 16 | 16 | 16 | 16 | 16 |

### Promoción de permanencia
- Disputado a doble partido:

| Equipo 1       | Global | Equipo 2      | Ida | Vuelta | Desempate |
| -------------- | ------ | ------------- | --- | ------ | --------- |
| Oviedo         | 3-2    | Celta de Vigo | 1-0 | 2-2    | -         |
| Equipo 1       | Global | Equipo 2      | Ida | Vuelta | Desempate |
| Atlético Ceuta | 1-4    | Elche CF      | 1-0 | 0-4    | -         |

## Resultados
| Local \ Visitante    | ATH | ATM | BAR | BET | ELC | ESP | GRA | MLL | OVI | RMA | RSA | RSO | SEV | VAL | VLD | ZAR |
| -------------------- | --- | --- | --- | --- | --- | --- | --- | --- | --- | --- | --- | --- | --- | --- | --- | --- |
| Atlético de Bilbao   | —   | 2–0 | 0–2 | 0–0 | 4–2 | 2–3 | 3–0 | 1–2 | 3–1 | 0–2 | 3–1 | 2–2 | 0–2 | 4–1 | 4–1 | 1–0 |
| Atlético de Madrid   | 3–1 | —   | 2–0 | 2–2 | 5–0 | 1–1 | 4–0 | 2–1 | 2–0 | 1–0 | 3–2 | 3–2 | 2–0 | 2–2 | 4–2 | 4–0 |
| C. F. Barcelona      | 2–2 | 2–0 | —   | 2–1 | 3–3 | 4–1 | 8–2 | 4–2 | 3–5 | 3–5 | 2–0 | 6–2 | 2–2 | 1–1 | 2–0 | 0–1 |
| Real Betis           | 1–3 | 1–0 | 1–3 | —   | 7–1 | 3–1 | 2–1 | 2–0 | 2–0 | 0–5 | 0–0 | 5–1 | 0–0 | 0–0 | 3–1 | 1–1 |
| Elche C. F.          | 4–1 | 2–2 | 2–1 | 1–1 | —   | 2–0 | 1–2 | 2–0 | 3–1 | 3–4 | 2–0 | 1–0 | 2–2 | 4–1 | 3–0 | 2–7 |
| R. C. D. Español     | 0–1 | 1–2 | 1–2 | 2–1 | 5–2 | —   | 3–1 | 1–0 | 4–1 | 1–2 | 2–0 | 1–1 | 3–0 | 3–0 | 1–2 | 5–0 |
| Granada C. F.        | 2–0 | 0–3 | 1–1 | 1–2 | 1–1 | 1–2 | —   | 4–0 | 1–1 | 2–3 | 5–1 | 2–0 | 0–2 | 2–2 | 0–1 | 2–3 |
| R. C. D. Mallorca    | 0–0 | 0–1 | 3–1 | 1–0 | 3–0 | 3–0 | 1–0 | —   | 1–0 | 1–1 | 2–1 | 0–0 | 2–2 | 4–0 | 3–1 | 4–0 |
| Real Oviedo C. F.    | 2–0 | 0–0 | 1–0 | 2–1 | 4–0 | 2–3 | 0–0 | 1–0 | —   | 0–0 | 2–1 | 3–1 | 2–2 | 2–2 | 2–0 | 3–0 |
| Real Madrid C. F.    | 3–1 | 3–1 | 3–2 | 4–0 | 8–0 | 2–0 | 5–0 | 3–0 | 7–0 | —   | 4–0 | 3–1 | 1–1 | 2–0 | 2–1 | 5–1 |
| Real Santander S. D. | 0–1 | 1–1 | 1–0 | 0–1 | 5–1 | 1–0 | 0–0 | 5–1 | 3–0 | 1–1 | —   | 2–0 | 2–0 | 3–0 | 3–1 | 2–1 |
| Real Sociedad        | 0–0 | 1–0 | 3–2 | 0–1 | 3–2 | 2–1 | 1–0 | 3–1 | 2–0 | 0–4 | 3–1 | —   | 3–1 | 1–1 | 0–0 | 2–2 |
| Sevilla C. F.        | 3–1 | 4–2 | 0–1 | 1–1 | 2–0 | 2–0 | 0–0 | 0–2 | 3–2 | 0–2 | 1–2 | 1–2 | —   | 1–3 | 4–0 | 1–1 |
| Valencia C. F.       | 1–0 | 1–2 | 0–2 | 4–1 | 0–0 | 3–0 | 3–1 | 2–1 | 3–1 | 0–1 | 3–1 | 0–0 | 6–0 | —   | 1–0 | 3–0 |
| Real Valladolid      | 1–2 | 0–2 | 1–0 | 5–1 | 2–1 | 2–0 | 4–0 | 2–0 | 3–0 | 3–1 | 2–0 | 0–0 | 0–4 | 2–2 | —   | 1–2 |
| Real Zaragoza C. D.  | 0–0 | 4–1 | 1–1 | 2–1 | 1–1 | 1–1 | 4–1 | 2–0 | 4–1 | 2–3 | 5–3 | 1–1 | 2–1 | 1–1 | 5–1 | —   |

## Máximos goleadores (Trofeo Pichichi)
Segundo Trofeo Pichichi para Ferenc Puskás.
| Pos. | Jugador                     | Equipo          | Goles |
| ---- | --------------------------- | --------------- | ----- |
| 1.º  | Ferenc Puskás               | Real Madrid     | 28    |
| 2.º  | Alfredo Di Stéfano          | Real Madrid     | 21    |
|      | Juan Ángel Romero           | Elche CF        | 21    |
| 4.º  | Joaquín Murillo             | Real Zaragoza   | 20    |
| 5.º  | Luis del Sol                | Real Madrid     | 17    |
| 6.º  | Héctor Núñez                | Valencia CF     | 14    |
| 7.º  | Joaquín Peiró               | Atlético Madrid | 12    |
| 8.º  | Ramiro Rodrigues, "Ramiro"  | Atlético Madrid | 11    |
|      | Evaristo Macedo, "Evaristo" | CF Barcelona    | 11    |
|      | Manuel Haro                 | RCD Mallorca    | 11    |
|      | José Diéguez                | Sevilla CF      | 11    |
|      | Eduardo Endériz             | Real Valladolid | 11    |
|      | José Antonio Zaldúa         | Real Valladolid | 11    |